# Francesco Friedrich
Pour les articles homonymes, voir Friedrich.
Francesco Friedrich, né le 2 mai 1990 à Pirna, est un bobeur allemand. Il est actif au niveau mondial depuis 2006. Il a terminé huitième en bob à deux et dixième en bob à quatre aux Jeux olympiques de Sotchi en 2014 et remporte la médaille d'or par équipes mixtes aux Mondiaux 2011 et en bob à deux aux Mondiaux 2013. Lors des Jeux olympiques de 2018 à PyeongChang, il remporte les deux titres, à deux, et à quatre. Il réalise le même doublé aux Jeux olympiques de 2022 à Pékin.

Considéré comme le plus grand bobeur de l'histoire, il détient les records suivant : quatre médailles d'or aux Jeux olympiques,  douze titres de champion du monde (cinq en bob à 4, sept en bob à 2), seize globes de cristal en Coupe du monde (six en combiné, cinq en bob à 4 et cinq en bob à 2) et nombre de victoires en bob à 4 (vingt-sept) et en bob à 2 (quarante-six).

## Palmarès

### Jeux Olympiques
- : médaillé d'or en bob à 2 aux JO 2018.
- : médaillé d'or en bob à 4 aux JO 2018.
- : médaillé d'or en bob à 2 aux JO 2022.
- : médaillé d'or en bob à 4 aux JO 2022.

### Championnats monde
- : médaillé d'or en bob à 2 aux championnats monde de 2013, 2015, 2016, 2017, 2019, 2020, 2021, 2024 et 2025.
- : médaillé d'or en bob à 4 aux championnats monde de 2017, 2019, 2020, 2021, 2023, 2024 et 2025.
- : médaillé d'argent en bob à 4 aux championnats monde de 2016.
- : médaillé d'argent en bob à 2 aux championnats monde de 2023.
- : médaillé d'or en équipe mixte aux championnats monde de 2011 et 2015.
- : médaillé d'argent en équipe mixte aux championnats monde de 2013.

### Coupe du monde
- 22 globes de cristal : 
  - Vainqueur du classement bob à 2 en 2017, 2019, 2020, 2021, 2022, 2024 et 2025.
  - Vainqueur du classement bob à 4 en 2019, 2020, 2021, 2022, 2023, 2024 et 2025.
  - Vainqueur du classement combiné en 2017, 2019, 2020, 2021, 2022, 2023, 2024 et 2025.
- 148 podiums  : 
  - en bob à 2 : 52 victoires, 20 deuxièmes places et 13 troisièmes places.
  - en bob à 4 : 35 victoires, 20 deuxièmes places et 7 troisièmes places.
  - en équipe mixte : 1 victoire.

#### Détails des victoires en Coupe du monde
| Édition   | Bob à 2                                                              | Bob à 4                                          |
| 2012-2013 | Altenberg                                                            |                                                  |
| 2014-2015 | Lake Placid La Plagne Igls                                           |                                                  |
| 2015-2016 | Altenberg Winterberg Königssee                                       | Altenberg Winterberg                             |
| 2016-2017 | Whistler Altenberg Winterberg Igls Pyeongchang                       |                                                  |
| 2017-2018 | Igls Königssee                                                       |                                                  |
| 2018-2019 | Sigulda x2 Altenberg Königssee Igls Saint-Moritz Lake Placid Calgary | Winterberg Altenberg Igls Saint-Moritz Calgary   |
| 2019-2020 | Lake Placid La Plagne Igls Königssee                                 | Winterberg La Plagne Igls Königssee              |
| 2020-2021 | Sigulda x4 Igls x4 Winterberg Saint-Moritz Königssee                 | Winterberg Saint-Moritz Königssee Igls           |
| 2021-2022 | Igls x2 Altenberg x2 Winterberg Sigulda Saint-Moritz                 | Igls x2 Altenberg x2 Winterberg x3               |
| 2022-2023 | Whistler Park City                                                   | Whistler Park City Winterberg Igls x2            |
| 2023-2024 | Lake Placid                                                          | La Plagne Igls Lillehammer Altenberg Lake Placid |
| 2024-2025 | Altenberg Sigulda Winterberg Saint-Moritz Lillehammer I              | Altenberg Saint-Moritz Igls                      |